# Copa de Kosovo
La Copa de Kosovo (en albanés, Kupa e Kosovës) es la principal copa nacional de fútbol en Kosovo. Fue establecida en 1991, y está organizada por la Federación de Fútbol de Kosovo.

## Finales de la Copa

### Dentro deYugoslavia
| Temporada | Campeón               | Resultado           | Finalista             |
| --------- | --------------------- | ------------------- | --------------------- |
| 1991–92   | KF Trepça (Mitrovica) |                     |                       |
| 1992–93   | KF Flamurtari         | 1 - 0               | KF Trepça (Mitrovica) |
| 1993–94   | KF Prishtina          | 2 - 1               | KF Vëllaznimi         |
| 1994–95   | KF Prishtina          | 1 - 0               | KF Dukagjini          |
| 1995–96   | KF Flamurtari         | 2 - 1               | KF Dukagjini          |
| 1996–97   | KF 2 Korriku          | se desconoce        | KF Drita Gjilan       |
| 1997–98   | Torneo no celebrado   | Torneo no celebrado | Torneo no celebrado   |
| 1998–99   | Torneo no celebrado   | Torneo no celebrado | Torneo no celebrado   |

### Después de la proclamación de la independencia
| Temporada | Campeón             | Resultado        | Finalista           | Sede de la final                         |
| --------- | ------------------- | ---------------- | ------------------- | ---------------------------------------- |
| 1999–00   | SC Gjilani          | 1 - 0            | KF Besiana Podujevë |                                          |
| 2000–01   | KF Drita Gjilan     | 1 - 1 (5-4 pen.) | SC Gjilani          |                                          |
| 2001–02   | KF Besiana Podujevë | 2 - 1            | SC Gjilani          |                                          |
| 2002–03   | KF KEK-u            | 3 - 1            | KF Prishtina        | Estadio de la Ciudad de Pristina         |
| 2003–04   | KF Kosova Prishtinë | 1 - 0            | KF Besa Pejë        | Estadio de la Ciudad de Pristina         |
| 2004–05   | KF Besa Pejë        | 3 - 2            | KF KEK-u            | Estadio de la Ciudad de Pristina         |
| 2005–06   | KF Prishtina        | 1 - 1 (5-4 pen.) | KF Drenica          | Estadio de la Ciudad de Pristina         |
| 2006–07   | KF Liria Prizren    | 0 - 0 (3-0 pen.) | KF Flamurtari       | Estadio de la Ciudad de Pristina         |
| 2007–08   | KF Vëllaznimi       | 2 - 0            | KF Trepça'89        | Estadio de la Ciudad de Pristina         |
| 2008–09   | KF Hysi             | 2 - 1            | KF Prishtina        | Estadio de la Ciudad de Pristina         |
| 2009–10   | KF Liria Prizren    | 2 - 1            | KF Vëllaznimi       | Estadio de la Ciudad de Pristina         |
| 2010–11   | KF Besa Pejë        | 2 - 1            | KF Prishtina        | Estadio de la Ciudad de Pristina         |
| 2011–12   | KF Trepça'89        | 3 - 0            | KF Ferizaj          | Estadio de la Ciudad de Pristina         |
| 2012–13   | KF Prishtina        | 1 - 1 (4-3 pen.) | KF Ferizaj          | Estadio de la Ciudad de Pristina         |
| 2013–14   | KF Feronikeli       | 2 - 1            | KF Hajvalia         | Estadio de la Ciudad de Pristina         |
| 2014–15   | KF Feronikeli       | 1 - 1 (5-4 pen.) | KF Trepça'89        | Estadio de la Ciudad de Pristina         |
| 2015–16   | KF Prishtina        | 2 - 1            | KF Drita Gjilan     | Estadio de la Ciudad de Pristina         |
| 2016–17   | KF Besa Pejë        | 1 - 1 (4-2 pen.) | KF Llapi            | Estadio Riza Lushta, Mitrovica           |
| 2017–18   | KF Prishtina        | 1 - 1 (5-4 pen.) | KF Vëllaznimi       | Estadio Olímpico Adem Jashari, Mitrovica |
| 2018–19   | KF Feronikeli       | 5 - 1            | KF Trepça'89        | Estadio Fadil Vokrri, Pristina           |
| 2019–20   | KF Prishtina        | 1 - 0            | KF Ballkani         | Estadio Fadil Vokrri, Pristina           |
| 2020–21   | KF Llapi            | 1 - 1 (4-3 pen.) | KF Dukagjini        | Estadio Fadil Vokrri, Pristina           |
| 2021–22   | KF Llapi            | 2 - 1            | KF Drita Gjilan     | Estadio Fadil Vokrri, Pristina           |
| 2022–23   | KF Prishtina        | 2 - 0            | SC Gjilani          | Estadio Fadil Vokrri, Pristina           |
| 2023–24   | KF Ballkani         | 2 - 2 (4-2 pen.) | KF Prishtina        | Estadio Rexhep Rexhepi, Drenas           |
| 2024–25   | KF Prishtina        | 1 - 0            | KF Llapi            | Estadio Fadil Vokrri, Pristina           |

## Títulos por club
| Club                | Campeón | Años campeón                                         |
| ------------------- | ------- | ---------------------------------------------------- |
| KF Prishtina        | 9       | 1994, 1995, 2006, 2013, 2016, 2018, 2020, 2023, 2025 |
| KF Besa Pejë        | 3       | 2005, 2011, 2017                                     |
| KF Feronikeli       | 3       | 2014, 2015, 2019                                     |
| KF Flamurtari       | 2       | 1993, 1996                                           |
| KF Liria Prizren    | 2       | 2007, 2010                                           |
| KF Llapi            | 2       | 2021, 2022                                           |
| KF Trepça           | 1       | 1992                                                 |
| KF 2 Korriku        | 1       | 1997                                                 |
| SC Gjilani          | 1       | 2000                                                 |
| KF Drita Gjilan     | 1       | 2001                                                 |
| KF Besiana Podujevë | 1       | 2002                                                 |
| KF KEK              | 1       | 2003                                                 |
| KF Kosova           | 1       | 2004                                                 |
| KF Vëllaznimi       | 1       | 2008                                                 |
| KF Hysi †           | 1       | 2009                                                 |
| KF Trepça'89        | 1       | 2012                                                 |
| KF Ballkani         | 1       | 2024                                                 |

- † Equipo desaparecido.